# Sbamm!
Sbamm! è un film comico italiano diretto da Francesco Abussi nel 1980. Rappresenta il debutto nel cinema di Ezio Greggio, il quale è anche produttore esecutivo di questa pellicola, realizzata da una società pubblicitaria.

## Trama
Ezio ha problemi sul lavoro (viene continuamente licenziato dall'ufficio) e con il vicino di casa, il signor Quercia. Ha un sogno: diventare direttore d'orchestra. L'unica possibilità per realizzarlo è la sua fidanzata, figlia di un discografico. Non sarà però sufficiente la convenienza per non farlo invaghire di una operatrice turistica, che lo porterà a Venezia a vivere liberamente la sua vita.

## Produzione
Il film è stato girato nella primavera del 1980 tra Biella e Milano.